# Карл Фердинанд Браун
Карл Фердинанд Браун (Фулда, 6. јун 1850 — Њујорк, 20. април 1918) био је немачки физичар, рођен у Фулди. Браун се школовао на Марбург Универзитету те добио докторат од Универзитета у Берлину 1872. У 1897. години је направио први осцилоскоп заснован на катодној цеви, тако да се дан данас у Немачкој катодна цев (CRT) зове „Браунова цев”. Такође битан је његов рад на бежичној телеграфији од 1898. 1909. Браун је са Гуљелмом Марконијем поделио Нобелову награду за физику коју су добили за заслуге у развоју бежичне телеграфије. Умро је 1918. у својој кући у Бруклину.
Добитник је Нобелове награде за физику 1909. године.